# Angela Nogarola
Angela Nogarola (Verona, 1380 – 1436) è stata una letterata, poetessa e scrittrice italiana.

## Biografia
Figlia del cavaliere Antonio Nogarola divenne moglie nel 1396 del conte Antonio d'Arco; era zia delle filosofe Isotta e Ginevra. Visse a Verona e a Vicenza.
Ricevette formazione da Antonio Loschi, divenendo probabilmente sua pupilla. Si dedicò alla scrittura e alla poesia in particolare su tema religioso e in lingua latina, anche dopo il matrimonio, componendo alcune egloghe e ottenendo discreto successo e meraviglia poiché di sesso femminile. Si scambiò corrispondenza in tono informale con Pandolfo III Malatesta, Giangaleazzo Visconti, Niccolò Facino, Matteo Orgian e Francesco Barbavara.
Il suo stile, influenzato da Francesco Petrarca, venne apprezzato ma considerato lontano dal classico.
Un suo ritratto in olio su tela del XVIII secolo è custodito presso il rettorato dell'Università di Bologna.

## Opere
- Opera
- Epistolae et carmina
- Angelæ et Zeneveræ Nogarolæ Epistolæ et carmina[4]
- Dominus Angelus Veronensis de Nogarolis ad dominum Antonium de Luscis[5]
- L'egloga di Angela Nogarola a Francesco Barbavara[1]
- Liber de Virtutibus